# Supraorbitalschild

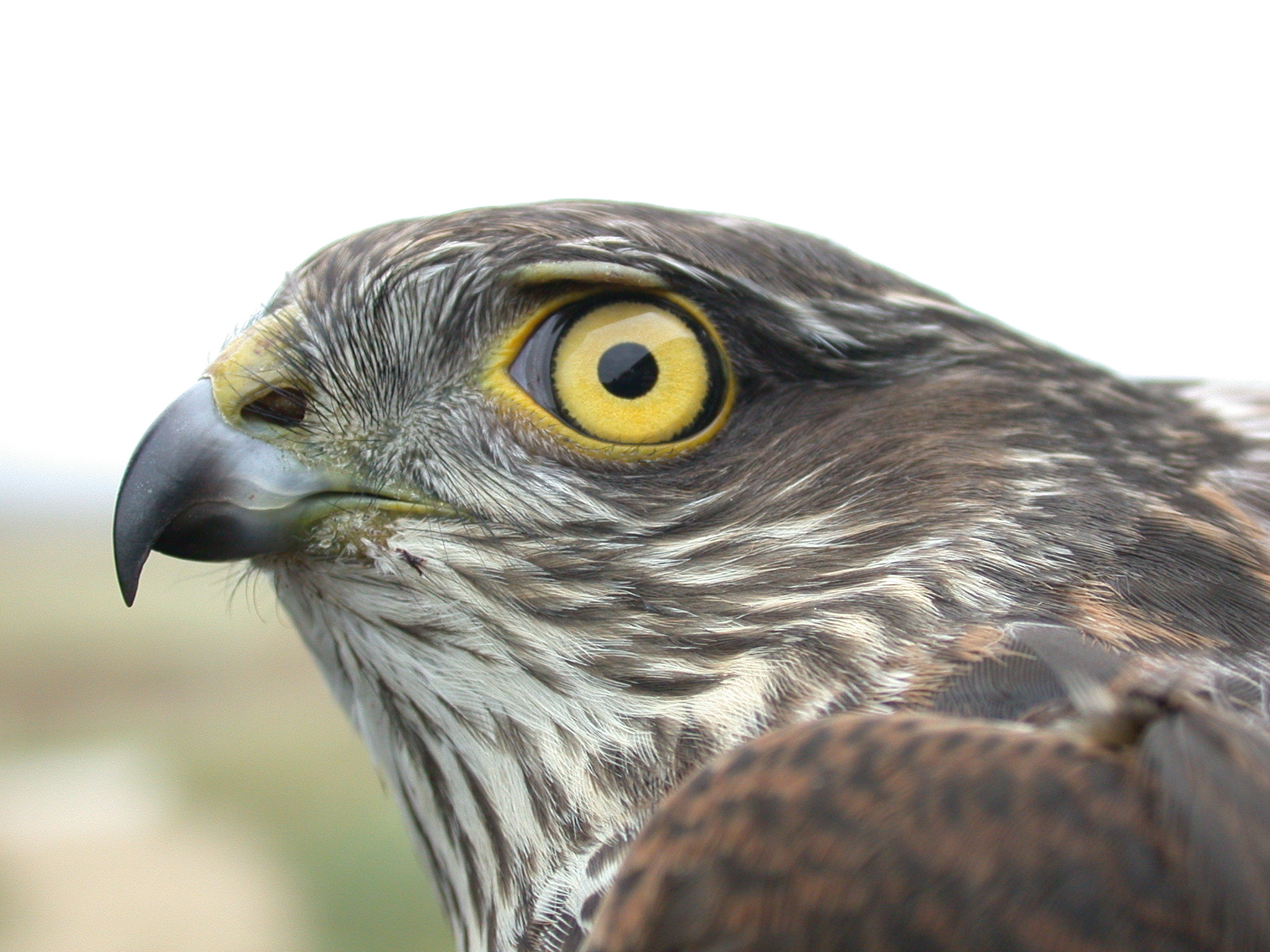
Deutlich zu erkennender Supraorbitalschild bei einem Sperber

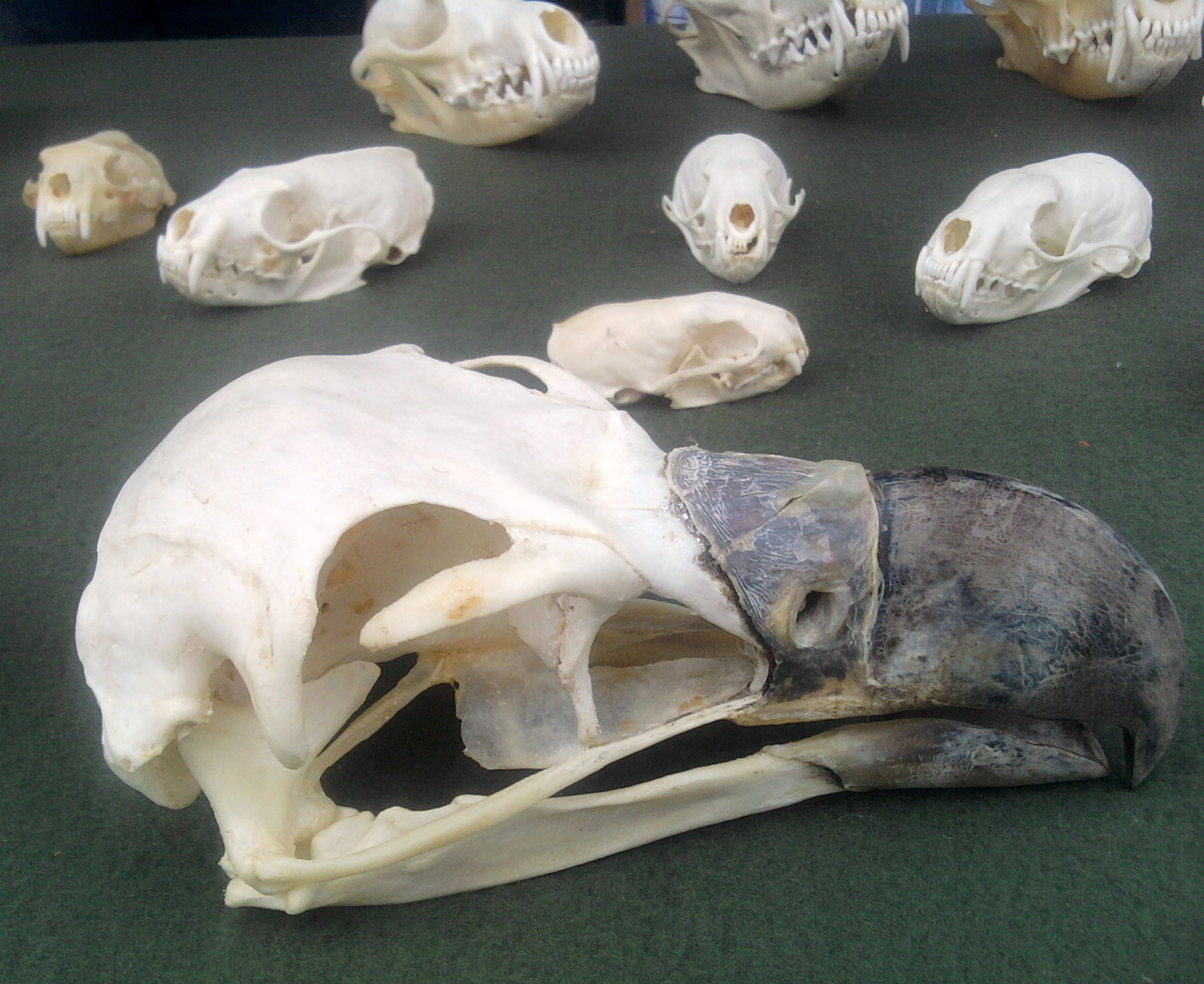
Der Supraorbitalschild (vorn ins Bild ragend) an diesem Greifvogelschädel ist über der Augenhöhle gut zu erkennen

Der Supraorbitalschild (auch Supraorbitale, Margo supraorbitalis) ist ein Knochenschild über der Augenhöhle am Schädel von Greifvögeln. Er wird vom Stirnbein (Os frontale) gebildet und schützt das Auge vor Verletzungen.
Innerhalb verschiedener systematischer Gruppen (Taxa) der Greifvögel ist er unterschiedlich stark ausgebildet und daher ein morphologisches Unterscheidungsmerkmal. Er kann auch zur Bestimmung von Jungvögeln im Nestlingsalter benutzt werden, wenn diese nur mit Dunen befiedert sind. 
Greifvögel mit wenig ausgeprägtem Supraorbitalschild sind zum Beispiel Fischadler und Wespenbussard, stark ausgeprägte Supraorbitalschilde haben zum Beispiel Habicht und Seeadler.